# Гусаків (гміна)
Ґміна Гуссакув (пол. Gmina Hussaków) — колишня (1934—1939 рр.) сільська ґміна Мостиського повіту Львівського воєводства Польської республіки (1918—1939) рр. Центром ґміни було село Гусаків.

1 серпня 1934 р. було створено ґміну Гуссакув у Мостиському повіті. До неї увійшли сільські громади: Баліце, Боляновіце, Бойовіце, Гориславіце, Гуссакув, Йорданувка, Люткув, Мочеради, Мислятиче, Радохоньце, Тамановіце, Злотковіце.